# Malamatidia thorelli
Malamatidia thorelli är en spindelart som beskrevs av Christa L. Deeleman-Reinhold 200. Malamatidia thorelli ingår i släktet Malamatidia och familjen säckspindlar.
Artens utbredningsområde är Sulawesi. Inga underarter finns listade i Catalogue of Life.